# Streat
Streat is een civil parish in het bestuurlijke gebied Lewes, in het Engelse graafschap East Sussex met 158 inwoners.